# آلباتروس پاسیاه
آلباتروس/قادوس/باتروس پاسیاه (نام علمی: Phoebastria nigripes).  در عربی قطرس أسود الرجلين.  نزد دریانوردان گوونی= gooney نام یک گونه از تیره آلباتروس است.